# RFC 1459
La RFC 1459 est la RFC décrivant l'Internet Relay Chat. La RFC 1459 est mise à jour par les RFC 2810, RFC 2811, RFC 2812 et RFC 2813. Elle a été écrite en mai 1993 par Jarkko Oikarinen et Darren Reed.
Le document définit le fonctionnement des serveurs IRC entre eux et les échanges entre serveur et clients.